# Elongacioni faktor 2 kinaza
Elongacioni faktor 2 kinaza (EC 2.7.11.20, Ca/CaM-kinaza III, kalmodulin-zavisni protein kinaza III, CaM kinaza III, eEF2 kinaza, eEF2K, EF2K, STK19) je enzim sa sistematskim imenom ATP:(elongacioni faktor 2) fosfotransferaza. Ovaj enzim katalizuje sledeću hemijsku reakciju
ATP + [elongacioni faktor 2] {\displaystyle \rightleftharpoons } ADP + [elongacioni faktor 2] fosfat
Za rad ovog enzima je neophodan jon Ca2+ i kalmodulin.

## Literatura
- Nicholas C. Price; Lewis Stevens (1999). Fundamentals of Enzymology: The Cell and Molecular Biology of Catalytic Proteins (Third изд.). USA: Oxford University Press. ISBN 019850229X.
- Eric J. Toone (2006). Advances in Enzymology and Related Areas of Molecular Biology, Protein Evolution (Volume 75 изд.). Wiley-Interscience. ISBN 0471205036.
- Branden C; Tooze J. Introduction to Protein Structure. New York, NY: Garland Publishing. ISBN 0-8153-2305-0.
- Irwin H. Segel. Enzyme Kinetics: Behavior and Analysis of Rapid Equilibrium and Steady-State Enzyme Systems (Book 44 изд.). Wiley Classics Library. ISBN 0471303097.

## Spoljašnje veze
- Elongation+factor+2+kinase на 